# سمك ذو رأس شفاف
خلفية الشرج أو السمك شفاف الرأس ومنه السمكة برميلية العين، والتي تُعرف أيضًا باسم سمكة الشبح (spook fish) (وهو اسم ينطبق على العديد من أنواع سمك الخرافيات (chimaera)، هي سمكة صغيرة تنتمي لرتبة الأسماك فضية الشكل (argentiniform) تعيش في قاع البحر ومن ضمن هذه الفصيلة . وتوجد هذه السمكة في المياه المرتفعة إلى معتدلة الحرارة التي يتميز بهامحيط والهادئ والمحيط الهندي.
وسميت هذه الأسماك بهذا الاسم نظرًا لشكل عيونها البرميلي التي توجهها للأعلى لاكتشاف الصور الظِلّية للفريسة الموجودة، ومع ذلك نجد أن هذه الأسماك تتمتع بالقدرة على توجيه عيونها للأمام أيضًا وفقًا لما توصل إليه كل من روبنسون (Robison) وريزينبيلشر (Reisenbichler). واشتُق اسم فصيلة متأخرات الخصية من اليونانية كلمة opisthe ("خلف") وproktos ("فتحة الشرج").

## الوصف البدني
تتراوح مورفولوجية متأخرات الخصية بين ثلاثة أشكال رئيسة :
1. أسماك عيون البرميل ذات الأجسام القوية المتميزة بالعمق التي تنتمي لأجناس أوبسثوبروكتاس (Opisthoproctus) وماكروبينا (Macropinna).

1. أسماك الشبح المتميزة بشدة طولها ونحافتها والتي تنتمي لأجناس دوليكوبريتكس (Dolichopteryx) وباثيليكنبوس (Bathylychnops).

1. أسماك الشبح ذات الشكل المغزلي المتوسط والتي تنتمي لأجناس رينكويالوس (Rhynchohyalus) ووينتيريا (Winteria).

وتمتلك جميع الأصناف أعينًا كبيرة تليسكوبية (telescope) تسيطر على وتبرز من الجمجمة، بيد أنها يحيطها قبة كبيرة شفافة من النسيج اللين. وتُحدق هذه الأعين للأعلى بوجه عام، بيد أنها يمكن توجيهها أيضًا للأمام. وتتميز عين سمك الأوثسوروكتيد (opisthoproctid) بأن لديها عدسة كبيرة ووشبكية تُتِمها بطريقة استثنائية خلايا نبوتية(rod cells) والكثافة المرتفعة للـرودوبسين (rhodopsin) (خضاب"الأرجُوان البصري")؛ ولا يوجد بها خلايا بصرية حساسة للألوان(cone cells)، ولكي تتمكن أسماك الباريليز من تقديم خدمة أفضل لرؤيتها، نجد أنها تمتلك رؤوسًا كبيرة شفافة شبيهة بالقبة، ومن المحتمل أن ذلك يسمح للأعين بالتقاط الأضواء الخافتة كما أنه يحمي العيون الحساسة المحتمل إصابتها من الكيسة الخيطية (nematocyst) (الخلايا اللاسعة (stinging cells)) لـحاملات الممصات (siphonophores) التي يُعتقد أن سمك الباريليز يسرق طعامه منها. كما أنها يمكن أن تعمل كعدسة ثانوية (تُعدلها العضلات الداخلية أو المحيطية)، أو أنها تكسر شعاع الضوء من خلال دليل قريب جدًا من مياه البحر. وقد كشفت إحدى الدراسات الحديثة أن أسماك الشبح (Dolichopteryx longipes) تعد النوع الفقاري (vertebrate) الوحيد المعروف باستخدامه لمرآة (فضلاً عن عدسة) في أعينه للتركيز على الصور.
كما أن الفم الذي لا أسنان له لهذه الأسماك صغير ومِطراف وينتهي بخَطْم حاد. وكما هو الحال بالنسبة للفصائل المتعلقة بهذا النوع (مثل الأسماك البحرية الصغيرة الناعمة (Argentinidae))، يوجد لدى هذه الأسماك عضو جيبي (crumenal organ) أو خيشومي يظهر خلف القوس الخيشومي (gill arch) الرابع. وهذا العضو — الذي يشبه الحوصلة (gizzard) — يتكون من رتج (diverticulum) (تجويف) تدخل فيه فتحات الخيشوم (gill rakers) وتتشابك بغرض طحن المادة المُبتلعة. فالأجسام المتبقية من معظم الأنواع لونها بني داكن تُغطيه قشرةكبيرة فضية متداخلة؛ بيد أنها لا توجد في دوليكوبريتكس، حيث تترك جسمها أبيض شفافًا. لكن يوجد في جميع الأنواع عدد متغير من حاملات الميلانين (melanophores) القاتم تُلوّن الفم والزعنفة البطنية والخط الناصف.

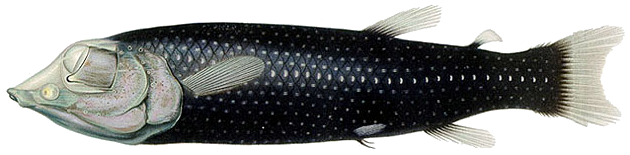
تختلف عيون سمكة وينتاريا تيليسكوبا (Winteria telescopa) اختلافًا طفيفًا عن أسماك الأوبثسوروكتيد يتمثل في التحديق المُصَوّب للأمام.

كما يوجد أيضًا في أنواع دوليكوبريتكس، وأوبسثوبروكتاس، ووينتاريا عدد من الأعضاء المضيئة، ففي الدوليكوبريتكس يوجد العديد من تلك الأعضاء بطول البطن، أما في أوبسثوبروكتاس فيوجد عضو واحد في فغْر المُسْتقِيم (rectal pouch). وهذه الأعضاء تُبرق بإضاءة خافتة نتيجة لوجود بكتريا (bacterium) طفيلية (symbiosi)تتلألأ بيولوجيا (bioluminescence) - وبصفة خاصة - في وجود لميعة الفوسفور (Photobacterium phosphoreum) (التي تنتمي لفصيلة الضماوات (Vibrionaceae)). وتتميز الزعنفة البطنية لأنواع أوبسثوبروكتاس بأنها ذات ذيل مفلطح وبارز؛ أما في أسماك ميروربيلز (mirrorbelly) (أوبسثوبروكتاس جريمالدي (Opisthoproctus grimaldii)) وأوبسثوبروكتاس سوليتياس (Opisthoproctus soleatus) فقد يعمل هذا الذيل كعاكس، حيث يقوم بتوجيه الضوء المُنبعث للأسفل. وقد تم عزل سلالات لميعة الفوسفور (P. phosphoreum) الموجودة في نوعين من أنواع أوبسثوبروكتاس وعمل استنبات لها في المعمل. ومن خلال تحليل تعدد أشكال أطوال الشدف المقتطعة (restriction fragment length polymorphism) أظهرت السلالتان وجود اختلاف طفيف.
وفي جميع الأصناف تكون الزعانف لا فقارية (spineless) وصغيرة إلى حد ما، ومع ذلك نجد في أصناف دوليكوبريتكس أن الزعانف الصدرية (pectoral fins) تكون ممتدة وتشبه الجناح، حيث تمتد بطول نصف الجسم تقريبًا، ويتم استخدامها بكل وضوح في الحفاظ على ثباتها في عمود المياه. وتكون الزعانف الصدرية في جميع الأصناف مدمجة أسفل الجسم، أما في بعض الأصناف فتكون الزعانف الحوضية (pelvic fins) بطنية جانبية بدلًا من أن تكون بطنية فقط. ويمتلك العديد من الأصناف زعنفة دهنية (adipose fin) سواء أكانت بطنية أو ظهرية، أما الزعنفة الذيلية (caudal fin) فتتشعب لتكون مقعرة. وبالنسبة للزعنفة الشرجية (anal fin) فتكون موجودة أو مُختزلة وربما يتعذر رؤيتها من الخارج، بيد أنها تكون متجهة للخلف بشكل كبير في أوبسثوبروكتاس. وتكون هناك زعنفة ظهرية وحيدة توجد قبل الزعنفة الشرجية بمسافة طفيفة أو أعلاها مباشرةً. كما توجد حدبة ملموسة في الخلف، تبدأ من خلف الرأس مباشرة. أما المثانة الهوائية (gas bladder) فلا توجد في معظم الأصناف، ويكون الخط الجانبي (lateral line) متواصلاً. ووفقًا لما أظهرته أشعة البرانشيوجيستال (branchiostegal ray) للعظام 2–4، يُعد سمك الشبح الرمحي (javelin spookfish) (باثيليكنبوس إكزيليس (Bathylychnops exilis)) من أكبر الأصناف إلى حد بعيد حيث يبلغ طوله القياسي (standard length) 50 سنتيمتر (الطول القياسي (SL) عبارة عن قياس يستثني الزعنفة الذيلية)؛ أما معظم الأصناف الأخرى فيقل طولها القياسي عن 20 سنتيمترًا.

## دورة الحياة
تعيش أسماك متأخرات الخصية في أعماق متوسطة، تبدأ من منطقة البحر المفتوح (mesopelagic) وحتى المنطقة العميقة، والتي تتراوح من 400 متر وحتى 2500 متر في قاع البحر. ومن المحتمل أنها تميل للوحدة ولا تقوم بعمليات هجرة رأسية يومية (diel vertical migrations) بيد أن أسماك الباريليز تظل في مستوى يقل عن حد اختراق الضوء لسطح الماء، كما أنها تستخدم عيونها الأنبوبية الحساسة المتجهة للأعلى — الملائمة للـالرؤية المزدوجة (binocular vision) على حساب الرؤية الجانبية — لمعاينة الأسطح المائية التي تعلوها. كما أن الأعداد المرتفعة للخلايا النبّوتية الموجودة في شبكية أعين أسماك الباريليز تتيح لها معرفة الصور الظلية الخاصة بالأجسام التي تعلوها في ظل الضوء الخافت المحيط بها (وأن تميز بدقة ضوء التلألؤ البيولوجي الناجم من صنف حيوي عن الضوء المحيط)، علاوةً على ذلك تتيح الرؤية المزدوجة للسمكة أن تتعقب بدقة وتركز على العوالق الحيوانية (zooplankton) الصغيرة مثل الهيدروانيات (hydroids) وومجدافية الأرجل (copepods)وغيرها من القشريات (crustaceans)، حيث يتزامن اقتسام بعض الأصناف مع طبقات خط تساوي الملوحة (isohaline) وخط تساوي الحرارة (isotherm) للمحيط، فعلى سبيل المثال، تتزامن حدود الاقتسام العلوي في أصناف أوبسثوبروكتاس سوليتياس عند مسافة 400 متر وخط تساوي حرارة تبلغ حرارته 8 درجات سليزيوسية.
وتشير المعلومات الضئيلة التي تعرف فيما يتعلق بـتناسل (reproduction) أسماك متأخرات الخصية إلى أنها واضعات البيض (spawners) في منطقة البحر المفتوح، أي أن البيض والمني (sperm) يتم إطلاقها على هيئة كتل في مياه البحر. ويكون البيض المخصب طافيًا وعالقا (plankton) في الماء؛ أي أن انجراف اليرقات (larvae) واليوافع يكون مع التيار — ومن المحتمل أن يكون أقل عمقًا بكثير عن الأسماك البالغة — ومن مسخ (metamorphosis) إلى أسماك بالغة تنحدر منها إلى مستويات أكثر عمقًا في الماء. وتتميز أصناف دوليكوبريتكس بخصائصها الطفلية (paedomorphic)، نتيجة لـاستدامة المرحلة اليرقية (neoteny) (الاحتفاظ بخصائصها اليرقية).
ويمكن أن تعمل الأعضاء المتلألئة لأصناف دوليكوبريتكس وأوبسثوبروكتاس فضلاً عن الذيل العاكس الذي تتميز به الأخيرة على أنها أداة تمويه (camouflag) في صورة إنارة مضادة (counterillumination). وتتضمن إستراتيجية تجنب الفريسة (predator avoidance) هذه استخدام الضوء البطني لفك الصور الظلية للأسماك، ومن ثم يتسنى لها (عند رؤيتها من الأسفل) الانسجام مع الضوء المحيط المنبعث من المستوى الأعلى. كما يتم رؤية الإنارة المضادة في العديد من الفصائل المختلفة الموجودة في قاع البحر، والتي تتضمن سمك الفأس البحري (marine hatchetfish) أو ما يعرف بـ(استيرنوبيثديات) (Sternoptychidae). علاوةً على ذلك يوجد في سمك الفأس البحري وغيره من الفصائل غير المرتبطة به أعين أنبوبية مقارنةً بـالسمك التليسكوبي (telescopefish) والعين الأنبوبية (tube-eye).

## وصلات خارجية
- MBARI press release, Researchers solve mystery of deep-sea fish with tubular eyes and transparent head, 23 February 2009. Includes photographs and video of Macropinna microstoma.
- Crazy See-Through Fish Wows Scientists